# Marcel Gilles Jozef Minnaert
Marcel Gilles Jozef Minnaert, belgijski biolog in astronom, * 12. februar 1893, † 26. oktober 1970.
Minnaert se je po doktoratu biologije preusmeril v astronomijo.